# Orf.music.night
orf.music.night war der Name einer Musiksendung des  österreichischen Fernsehsenders  ORF 1. Die Sendung wurde ab dem 14. April 2007 in der Nacht von Samstag auf Sonntag in unregelmäßigen Wochenabständen mit sich ändernden Sendungszeiten zwischen 23.20 und 1.20 Uhr ausgestrahlt. orf.music.night wurde 2008 eingestellt.

## Konzept
Als Moderator der Sendung fungierte Benny Hörtnagl. Wöchentlich wurden verschiedene Musikfilme ausgestrahlt, meistens Live-Ausschnitte, Tour-Dokumentationen oder Sendungen über Austropop. Manchmal gab es in der Sendung sogar Diskussionen.
Manchmal gab es Spezialfolgen in Form einer Show, so zum Beispiel zum 50. Geburtstag der Popsängerin Madonna. Die Folge ging über die normale Sendezeit von zwei Stunden hinaus. Ebenfalls war dies der Fall zum 10. Todestag des österreichischen Musikers Falco, als neben der Ausstrahlung eines Tournee-Ausschnitts eine Diskussion abgehalten wurde.

## Spezialsendungen (Auswahl)
- Madonna – The Confessions Tour
- Christina Stürmer – lebe lauter live/Wirklich alles!
- Live Earth
- Weltberühmt in Österreich – 50 Jahre Austropop
- World Music Awards
- Donauinselfest
- Falco – Symphonic/Hoch wie nie/Falco lebt